# Thelypteris rudis
Thelypteris rudis är en kärrbräkenväxtart som först beskrevs av Kze., och fick sitt nu gällande namn av George Richardson Proctor. Thelypteris rudis ingår i släktet Thelypteris och familjen Thelypteridaceae.

## Underarter
Arten delas in i följande underarter:
- T. r. cristata
- T. r. subdecussatum